# Nikolái Maksimov
Nikolay Maksimov (Moscú, 15 de noviembre de 1972) es un ex-waterpolista ruso que jugaba de portero.
Fue internacional con la selección de waterpolo de Rusia, con la que logró dos medallas olímpicas, una en los Juegos Olímpicos de Sídney 2000, y otra en los Juegos Olímpicos de Atenas 2004. Además, cuenta con medallas en Mundiales y Europeos.
En los Juegos Olímpicos de Londres 2012 jugó con la selección de waterpolo de Kazajistán.

## Palmarés

### Dinamo Moscú
- Liga de Rusia de waterpolo masculino (5): 1994, 1995, 1996, 1998, 2000
- Copa de la Unión Soviética (1): 1991
- Copa de Rusia de waterpolo masculino (5): 1994, 1995, 1996, 1997, 1999
- Recopa de Europa de waterpolo masculino (1): 2000

### CN Sabadell
- Supercopa de España de Waterpolo (1): 2002

### Spartak Volgogrado
- Liga de Rusia de waterpolo masculino (1): 2004

### Sintez Kazan
- Liga de Rusia de waterpolo masculino (1): 2007
- Copa LEN de waterpolo masculino (1): 2007
- Copa de Rusia de waterpolo masculino (1): 2010

## Clubes
- Dinamo de Moscú (1990-2000)
- Club Natació Sabadell (2000-2003)
- Spartak Volgogrado (2003-2005)
- Sintez Kazan (2005-?)